# 沉默之丘：歸鄉
《沉默之丘：歸鄉》是一款由美國Double Helix Games所開發的驚悚遊戲，並採用了沉默之丘系列的世界觀。開發途中本來的名稱為「沉默之丘V」。本作在日本的發售計劃被取消，在歐美發售了PC、PS3和Xbox 360版本。

## 劇情
離鄉從軍之主角艾力克斯·雪帕（Alex Shepherd）於乘搭便車返回鄉鎮牧羊人溪谷（Shepherd's Glen）途中進入了惡夢：自己被困於一精神病院中並遇上弟弟約書亞·雪帕（Joshua Shepherd）。回到鄉鎮後艾力克斯發現鎮上一片迷霧且幾乎空無一人，家中只有母親莉莉安·雪帕（Lillian Shepherd）一人，她憔悴地表示父親亞當·雪帕（Adam Shepherd）正在外尋找約書亞。
艾力克斯為尋找約書亞而到鎮上尋找，遇上正在公佈欄上張貼著鎮上失蹤人口照片之青梅竹馬艾爾·哈洛威（Elle Holloway）:其妹亦告失蹤。艾力克斯隨後於一溫室遇上鎮長巴特烈特（Bartlett）（其兒子失蹤），但在查詢約書亞的下落時一隻怪物現身並把巴特烈特殺死，艾力克斯把怪物擊敗後失去意識，醒來後發現自己被代理警長威勒（Wheeler）囚禁，在解釋後威勒決定相信艾力克斯，二人決定聯手了解鎮上發生之一切。艾力克斯於醫務所發現醫師菲區（Fitch）在為對其女兒作出的行為懺悔，不久另一怪物出現並把他殺死。艾力克斯回家並發現父親與鎮上的情況有關，但在向母親質問其間被一群來自寂靜嶺的宗教團體使團（The Order）成員擊昏，其母也被挾持帶走。
艾力克斯、艾爾與威勒乘船前往寂靜嶺途中被使團成員攔截，艾爾與威勒被帶往監獄。艾力克斯於前往營救途中發現母親被綁在分屍刑具上，並須決定是否在刑具啟動前把她殺死。艾力克斯與威勒會合後遇上艾爾之母兼法官瑪格麗特·哈洛威（Margaret Holloway），此時另一怪物出現襲擊威勒使他生死不明（瑪格麗特趁機逃走），迫使艾力克斯獨自應戰把怪物擊敗。艾力克斯其後在使團之教堂遇上父親並獲悉自己歸鄉前的過去：自己並非離鄉從軍而是自一場意外發生後被送到一所精神病院。亞當為一直以來的冷漠向艾力克斯請求寬恕，隨即被怪物殺死。
艾力克斯繼續前往教堂之地底設施，不久被瑪格麗特捕獲。瑪格麗特表示鎮上發生之一切源於一個破壞了的契約：150年前四大祖先家族脫離使團建立了牧羊人溪谷，條件為各家族必須每50年按契約所定方式獻祭一名孩子。是次獻祭巴特烈特、菲區與哈洛威家族均成功，雪帕家族卻以失敗告終，使團因此再次成立以安撫邪神。瑪格麗特欲殺死艾力克斯使契約復效但在後者反抗下被殺，艾力克斯救出艾爾後著她逃走並繼續尋找約書亞。
艾力克斯最終在四大家族獻祭壇發現自己名字並憶起約書亞之命運：自己在與約書亞乘坐小艇到湖中時約書亞意外掉進湖中溺斃，錯誤之獻祭導致契約失效，而自己因無法接受約書亞之死而被送到精神病院。艾力克斯於擊敗隨後出現的怪物後離開。視乎於遊戲中的各決定，共有5個結局。

#### 主要登場人物
艾力克斯·雪帕（Alex Shepherd）
本作的主角，現役軍人。在海外服役的他預感到自己的弟弟約書亞遭遇了不測，雖然因傷入院但為了尋找弟弟約書亞遠涉重洋趕回牧羊人溪谷家中，卻發現鎮上早已發生異變。
約書亞·雪帕（Joshua Shepherd）
艾力克斯的弟弟，行蹤成謎。每次都出現在艾力克斯的面前而後逃開。
艾爾·哈洛威（Elle Holloway）
本作的女主角。張貼著鎮上失蹤人口的照片。艾力克斯的青梅竹馬。
亞當·雪帕（Adam Shepherd）
退役軍人，艾力克斯和約書亞的父親。雖然已經退伍，在家中仍然如軍人般嚴厲。現在是鎮上的警長疼愛弟弟約書亞，卻嚴苛的對待主角。
莉莉安·雪帕（Lillian Shepherd）
艾力克斯和約書亞的母親。以一張憔悴的臉，和極度脆弱的精神狀態迎接艾力克斯的歸鄉，似乎與鎮上的異變與神祕宗教有關。
瑪格麗特·哈洛威（Margaret Holloway）
艾爾的母親，同時也是鎮上的法官。雖然鎮上產生異變，卻能採取冷靜的行動，背後似乎與神祕宗教有重大關係。
威勒（Wheeler）
鎮上的代理警長。為了釐清鎮上的異變而與艾力克斯一起行動。
柯提斯·艾克斯（Curtis Ackers）
頑固的二手商店店長。對於自己的工作非常有自信跟固執，也與神祕宗教有關。
巴特烈特（Bartlett）
牧羊人溪谷的市長。自從鎮上發生異變後，每天爛醉並且出現了挖墳墓的怪異行為。
費區（Fitch）
鎮上的醫師。雖然以前是一位偉大的人物，但是因為現在陷入瘋狂狀態，已經不像以前的樣子了，有一個名為史卡莉（Scarlet）的女兒，因鎮上的異變而失蹤。

## 开发
《沉默之丘：歸鄉》的主要設計者坪山优史，曾經在2004年Eurogamer的訪談中澄清了他之前也澄清過的網路流言「這次的作品可被稱為是過去的影子」。這款遊戲的消息除了要在新平台（PS3，Xbox360）上發售，一開始並沒有任何資訊被公開，大約兩年之後，在負責作曲的山岡晃專訪中，透露出了更多消息，他暗示了製作小組希望能夠繼續進行「沉默之丘於早先平台上」的企畫，並且正在構思以「陽光中的恐懼」為主題構想，與《寂静岭2》相似，著重於精神上的根本的遊戲。 在後來的訪談中也提到，故事與發展，角色的行動等將會比較接近系列作的第2部（意即《寂静岭2》）。
但是，大部分之前所暗示的構想並沒有在後來的資訊中出現。在2007年的E3展中，科樂美公佈了新遊戲「沉默之丘 V」的預告片段，並且宣佈將於PlayStation 3與Xbox 360平台上發行。之後，科樂美的高層也發布消息：事實上遊戲開發者並非之前所重複聲明的Team Silent，而是像《寂静岭：起源》一樣，由西方的開發者The Collective來負責。The Collective後來在2005年與Backbone Entertainment合併為Foundation 9 Entertainment，後來Foundation 9又併購了「Shiny Entertainment 」，創造了「Double Helix Games」。該公司也負責另一款驚悚遊戲《Harker》的開發，但這塊遊戲在開發「歸鄉」的時候就被無限期的中斷了。
Double Helix不只從過去的系列作品中找尋出靈感，同時也參考電影版的作品。最有利的證據是第一次轉換到裏世界的情景，「剝落」的表現幾乎與電影版如出一轍。其他系列作中的相似點包括了護士對光的反應，在電影中出現像蟲的怪物，三角頭的演繹，就像遊戲中的「Bogeyman」。對前幾代系列作品的致敬包括了主角從馬桶中取出道具。劇本大綱，遊戲中的對話選項由Patrick J. Doody 與Chris Valenziano負責，主設計師Jason Allen則負責事件摘要與故事基礎，Brain Horton為美術總編，而主要的設計者則是Daniel Jacobs。儘管開發團隊更換了，但如同之前的系列作，山岡晃依然負責音樂與效果音的創作。他為這款遊戲創作了70分鐘的音樂，作為一個Mary Elizabeth McGlynn的粉絲與之前系列作的好評，他堅持一定要由她來演唱。
《歸鄉》北美版於2008年9月30日發售於PlayStation 3與Xbox 360雙平台上。而電腦版於北美，中美和南美只能透過Steam來訂購，發售日與本來家用主機相同，但之後卻延期了，最後於2008年11月6日發售。歐洲版所有平台本來也要在同月發售，但當地的標題卻遲遲到2009年2月才決定。相對於歐洲地區，美洲地區並沒有零售的電腦版DVD。

## 審查制度爭議
《歸鄉》這款作品在某些國家發售前難以通過該地區的審查制度。澳洲的分類委員會(OFLC)，因為其「暴力影響以及過度的血腥效果」，而拒絕為這款遊戲分類。其中有爭議的場景包括了將身體各部份鑽孔，與被敵人「一刀兩斷」的某個遊戲人物。這些對遊戲的禁止販賣有直接關聯，而在2009年初，遊戲代理商Atari提出他們會要求科樂美調整那些過於暴力的場景，好讓遊戲可以通過MA15+分級而被允許販賣。
而本款遊戲的德國版本則因為被德國娛樂軟體檢驗局退回，必須要修減部分場景以通過德國德審查制度而延期至2009年發售。遊戲在以相同手法修正過後，一樣於澳洲被重新提出申請，結果以最高等級通過了(Freigegeben ab 18 Jahren gemäß § 14 JuSchG，意為18歲以上的限制級)。
在2010年11月19日，法蘭克福地方法院以違反§ 131 StGB（暴力表現法）沒收了所有從英國進口的Xbox 360版本（因為版本尚未修正），實質上禁止了它在德國境內的販賣。而審查過的版本則可以賣給成人而不必課以罰金。

## 備註
1. 1 2 3 4  Danny Smith. . 2008-02-08  [2010-08-17]. （原始内容存档于2011-07-24）. My writing partner, Chris Valenziano and I were hired as the game's writers. Now, that term "writer" has a different meaning in electronic gaming than it does in television or film. On a game, the entire design team has a large hand in doing much of the writing. Even before we knew that there was a Silent Hill 5 happening, The Collective had broken story and compiled a summary of the game's events - all of which were written by the lead designer, the lead artist and the lead level designer. [...] On top of working on the story, we had to write all the cinematics, environmental signage, hundreds of dialogue slugs, journal entries and the game manual.
2. 1 2 3  . GameSpot.   [2008-11-25]. （原始内容存档于2013-01-03）.
3. 1 2 3  . GameSpot.   [2008-11-25]. （原始内容存档于2013-01-02）.
4. 1 2 3  Scammell, David. . D+Pad. 2009-01-12  [2010-01-03]. （原始内容存档于2009-07-06）.
5. 1 2   (新闻稿). Steam. 2008-11-06  [2008-11-24]. （原始内容存档于2019-08-18）.
6. 1 2 3  Bramwell, Tom. . Eurogamer. 2004-08-17  [2004-08-18]. （原始内容存档于2004-09-07）.
7. ↑  McWhertor, Michael. . Kotaku. 2006-12-21  [2008-10-08]. （原始内容存档于2012-06-29）.
8. ↑  Ogden, Gavin. . CVG. 2007-04-20  [2008-10-08]. （原始内容存档于2008-10-05）.
9. 1 2  McWhertor, Michael. . Kotaku. 2007-07-11  [2008-10-08]. （原始内容存档于2012-06-29）.
10. ↑  .   [2008-10-08]. （原始内容存档于2008-04-03）. Double Helix Games was formed in 2007 from the combination of veteran game developers Shiny Entertainment and The Collective.
11. ↑  Magrino, Tom. . GameSpot. 2008-04-22  [2008-10-08]. （原始内容存档于2013-01-02）.
12. 1 2 3  Haynes, Jeff. . IGN. 2008-05-15  [2008-10-09]. （原始内容存档于2008-12-27）.
13. ↑  Sterling, Jim. . Does it Suck? (Destructoid.com). 2008-08-20  [2008-10-27]. （原始内容存档于2008-12-16）.
14. ↑  2代，3代中都擁有此橋段。
15. 1 2  Yamaoka, Akira. .  與Jayson Napolitano的访谈. 2008-09-26  [2008-10-09].  Original Sound Version (OSV).[永久]
16. ↑  Orry, James. . Videogamer.com. 2008-10-23  [2008-10-31].
17. ↑   (新闻稿). Shacknews. 2008-08-22  [2008-11-24]. （原始内容存档于2008-11-23）.
18. 1 2 3  Pattison, Narayan. . IGN. 2008-09-29  [2008-10-08]. （原始内容存档于2008-10-03）.
19. ↑  Furin. . silenthill5.net. 2008-09-22  [2008-10-08]. （原始内容存档于2008-09-27）.
20. ↑  . schnittberichte.com. 2010-12-31  [2011-01-01]. （原始内容存档于2011-01-02） （德语）.

## 外部連結
- サイレントヒル ホームカミング